# Irena Bartoňová Pálková
Irena Bartoňová Pálková (* 8. února 1968 Praha) je česká podnikatelka, v letech 2014 až 2020 viceprezidentka Hospodářské komory ČR, v letech 2020 až 2024 zastupitelka Středočeského kraje, nestranička za hnutí ANO.

## Život
Narodila se v pražském Podolí, dětství prožila na Vyšehradě, v jehož blízkosti bydleli v činžovním domě na Pankráci. Po základní škole vystudovala Gymnázium Jana Nerudy v experimentální třídě, kde současně s všeobecným gymnaziálním vzděláním ještě studovala stavební odbornost (maturovala jak na gymnáziu, tak na střední průmyslové škole stavební).
V roce 1987 nastoupila do svého prvního zaměstnání, tj. do Inženýrské a koordinační správy MSV ČSSR, kde pracovala jako technička na stavbách. V roce 1988 se přihlásila na Právnickou fakultu Univerzity Karlovy v Praze, kde sice udělala zkoušky, ale z politických důvodů nebyla přijata (její otec, novinář, totiž po srpnu 1968 vystoupil z KSČ). Její další zaměstnání bylo ve Správě dálkových kabelů, kde v obchodním oddělení vyjednala a dovedla k podpisu smlouvu na digitální páteřní síť. Poté odešla do Československé televize do výstavby.
Od roku 1990 působila jako ředitelka zastoupení anglické firmy zabývající se prodejem profesionálních úklidových prostředků. Po revoluci studovala dálkově andragogiku a také úklid na British Institute of Cleaning Science. Od roku 1992 podniká jako OSVČ v oblasti vzdělávání, poradenství a prodeje se specializací na úklidové a čisticí činnosti. V roce 1998 byl její systém vzdělávání pro obor úklidu akreditován ČIA a tím položila základ vzdělávání v úklidovém oboru v ČR. Od roku 2007 je členkou sektorové rady pro služby, kde se podílí na projektech Národní soustavy povolání a Národní soustavy kvalifikací v oblasti tvorby profesí a kvalifikací právě pro obor úklidu a čištění. V roce 1998 založila Českou asociaci úklidu a čištění a od jejího založení je s krátkými přestávkami až dosud předsedkyní představenstva. V roce 2002 byla jmenována viceprezidentkou Evropské asociace úklidového průmyslu a od roku 2003 je expertkou sociálního dialogu úklidového průmyslu EU.
Do roku 2013 byla členkou smírčí komise Hospodářské komory ČR, ve stejném roce jí byla udělena stříbrná Merkurova medaile za podnikání. V roce 2014 byla zvolena viceprezidentkou Hospodářské komory ČR, ve své gesci má legislativu, odstraňování administrativní zátěže, IT, e-government a e-commerce a evropské záležitosti. Funkci viceprezidentky Hospodářské komory ČR zastávala do konce července 2020.
Irena Bartoňová Pálková žije v Praze. Byla provdána za fotografa a grafika Martina Pálku (rozvedli se v roce 1988). V roce 1986 se jim narodil syn Matěj. V roce 2002 se vdala za fyzioterapeuta Radka Bartoně a v roce 2003 se jim narodil syn Lukáš. Ve volném čase ráda čte, cestuje, chodí do kina, lyžuje a jezdí na kole.

## Politické působení
Ve volbách do Poslanecké sněmovny PČR v roce 2013 kandidovala v Praze jako nestraník za Stranu soukromníků České republiky (SsČR), ale neuspěla.
Ve volbách do Senátu PČR v roce 2016 kandidovala jako nestraník za ODS v obvodu č. 22 – Praha 10; v kampani vystupovala proti Andreji Babišovi a zavádění EET. Se ziskem 9,28 % hlasů skončila na 6. místě a do druhého kola nepostoupila.
V krajských volbách v roce 2020 byla z pozice nestraníka za hnutí ANO 2011 zvolena zastupitelkou Středočeského kraje, figurovala na druhém místě kandidátky. Mandát jí skončil po krajských volbách v roce 2024, jelikož již nekandidovala.